# Syncom 3
Syncom 3 (ang. synchronous communication satellite) – eksperymentalny satelita telekomunikacyjny, pierwszy satelita geostacjonarny. Prowadził transmisje „na żywo” z Igrzysk Olimpijskich w Tokio w 1964, co było pierwszą transmisją telewizyjną przez Ocean Spokojny. Po 1 stycznia 1965 przeszedł pod jurysdykcję Departamentu Obrony, gdzie uczestniczył w przekazywaniu komunikacji nad Wietnamem. Wyłączenie nastąpiło w kwietniu 1969.
Wystrzelony 16 sierpnia 1964 wszedł na orbitę eliptyczną, nachyloną do równika pod kątem 16°. Następnie zmienił orbitę na kołową, prawie synchroniczną. Za pomocą kilku manewrów orbitalnych wykonanych własnym silnikiem zniwelował nachylenie orbity do 0,1°, zajął pozycję na 180° E i uzyskał synchroniczność z ruchem Ziemi (23 września).
W ramach testów dokonywano transmisji między Filipinami, USNS „Kingsport”, Camp Roberts i transmisji dalekopisowej do samolotu znajdującego się na trasie San Francisco-Honolulu.

## Budowa i działanie
Statek miał kształt cylindra o średnicy 71 cm i wysokości 39 cm (68 cm z dyszą). Z pełnym zapasem paliwa ważył 68 kg. Dysza silnika, o ciągu 453 kg-siły, satelity umieszczona była u jego spodu. U szczytu zaś znajdowała się antena. Ściana boczna pokryta była 3840 krzemowymi ogniwami słonecznymi, dostarczającymi 29 W energii elektrycznej. Gromadzono ją w akumulatorach NiCd. Statek nie posiadał aktywnej regulacji temperatury. Większość środkowej części korpusu zajmował silnik i zapas paliwa. Dokoła nich umieszczone były zbiorniki nadtlenku wodoru i azotu, oraz wyposażenie elektroniczne statku. Orientacja i prędkość statku kontrolowano silniczkami na azot, a pozycję orbitalną, silniczkami na nadtlenek wodoru. Każdy rodzaj napędu składał się z dwóch dysz. Jednej równoległej i jednej prostopadłej do osi obrotu.

### Wyposażenie użytkowe
Syncom posiadał podwójny (jeden zapasowy) aktywny regenerator sygnału z translacją częstotliwości. Mógł on obsługiwać jedną dwukierunkową rozmowę telefoniczną lub 16 jednokierunkowych kanałów dalekopisowych. Podwójny transponder miał moc 2 W. Wybór nadajnika i odbiornika odbywał się poleceniem z Ziemi. Jeden odbiornik miał pasmo 13 MHz przeznaczone dla transmisji telewizyjnej. Pasmo drugiego wynosiło 5 MHz. Zysk odbioru wynosił 2 dB, poprzez szczelinową antenę dipolową. Sygnały były odbierane na dwóch częstotliwościach bliskich 7,36 GHz. Retransmitowanie odbywało się na częstotliwości 1,815 GHz. Do telemetrii i przesyłania rozkazów służyły cztery anteny biczowe.

### Pozycja orbitalna
Z uwagi na eksperymentalny charakter misji, satelita często zmieniał swoje położenie na orbicie geostacjonarnej. W roku 1964 pracował na dwóch pozycjach: 64° W i 180° E. W 1964 był obecny nad południkiem 25° W. W latach 1966–1969, znajdował się nad 165° E. 6 grudnia 1974 znajdował się nad 6,08° W, z dryfem 0,188° W/dobę.